# 春音アリス*グラム
『春音アリス*グラム』（はるおとアリスグラム）は、NanaWindより2017年6月30日に発売された18禁美少女アドベンチャーゲーム。エンターグラムよりPlayStation 4およびPlayStation Vita版『春音アリス*グラム Snow Drop』が2019年3月28日に発売された。萌えAPPよりAndroid版が2020年2月14日に、iOS版が2020年3月13日に配信された。
2020年11月27日に「春音アリス*グラム Wパッケージ」が発売。

## ストーリー
主人公・瀬真 颯太朗（せま そうたろう）が通う成稜学園には、生徒会と新生会という二つの組織があった。
彼が所属する黄昏部という部活は生徒会傘下の部活動であり、トラブルシューターとしての性質を有していた。
ある時、彼は謎の人物からの挑戦状を受け取る。

## 登場人物
瀬真 颯太朗（せま そうたろう）
身長：175cm 体重：60kg
本作の主人公。成稜学園に通う2年生で黄昏部に所属する。努力家で成績はトップレベル。
白羽 優理 （しらはね ゆうり）
声 - 遥そら
身長：156cm 体重：46kg 誕生日：9月8日（乙女座）/バストサイズ：Fカップ
成稜学園の生徒会長で、成績もトップクラスの優等生。
久遠寺 一葉 （くおんじ かずは）
声 - 波奈束風景
身長：158cm 体重：48kg 誕生日：1月24日（水瓶座）/バストサイズ：Dカップ
颯太朗とは幼なじみの関係にある、生真面目な風紀委員長。
神咲 エリサ （かんざき エリサ）
声 - 奏雨
身長：159cm 体重：49kg 誕生日：10月7日（天秤座）/バストサイズ：Gカップ
成稜学園に海外から留学しているお姫様。
凜堂 耶々 （りんどう やや）
声 - くすはらゆい
身長：155cm 体重：47kg 誕生日：11月1日（蠍座）/バストサイズ：Eカップ
黄昏部の部長。理事長の娘だが、小悪魔的な一面を持つ。
藤乃 雪 （ふじの ゆき）
声 - 杏子御津
身長：148cm 体重：43kg 誕生日：3月20日（魚座）/バストサイズ：Dカップ
新生会の書記を務める1年生。
橘 朝陽（たちばな あさひ）
声 - 碧木梨
身長：152cm 体重：46kg 誕生日：1月10日（山羊座）/バストサイズ：Bカップ
生徒会所属。PS4/PS Vita版ではメインヒロインに昇格。

## 開発
前作『ALIA's CARNIVAL!』のヒットにより、続編やコンシューマーといった関連作品の制作が相次ぐ中、同じものばかりではモチベーションが上がらないため、新作を作ってはどうかという声が社内から上がっていた。
最終的には葉月サイが提出した企画が通り、本作の開発がスタートした。
タイトルはなかなか決まらず、最終的には『春音アリス*グラム』に決定した。
「春音」は、シナリオライター葉月サイが好きな「春の足音に耳を澄ませて」という言葉からとられており、アリス*グラムは劇中に登場する超常現象からとられた。
「春の足音に耳を澄ませて」もタイトル候補には上がっていたものの地味さ故にタイトルではなくキャッチコピーとして使われた。また、このほかにも「ホワイトリグレット」とか「スノウドロップ」も候補に挙がっていたが、暗い印象を持たれることから却下された。
なお、スノウドロップという単語は、コンシューマー版の副題に用いられた。

### ストーリー・セッティング
本作のストーリーは恋愛模様に加え、謎解きやストーリーに重きを置くという方針がとられた
ただし、本作は本格的なミステリではなく、謎解きの要素はキャラクターやストーリーを盛り上げるための仕掛けとして用いられた。
『ALIA's CARNIVAL!』の主人公の設定が強すぎたことの反省から、本作の主人公である颯太朗は柔軟なキャラクターとして設定された。
本作の舞台となる臨海都市・湊十区はお台場周辺をベースとしつつも、有明やみなとみらいなど複数の地域をモデルとして作られており、過去作に登場した舞台よりも近代的な街として描かれた。

### グラフィック
原画家には七尾奈留、Mitha、いずみ由羅らに加え、新たに高苗京鈴が起用された。
ヒロイン群のデザインはおっぱいに重きを置くという方針がたてられ、巨乳のキャラクターが複数登場することとなった。
凜堂耶々のキャラクターデザインを手がけた高苗京鈴は、Mithaの紹介で起用された経緯をもつ。

### スタッフ
- キャラクターデザイン・原画 - 七尾奈留、Mitha、高苗京鈴、いずみ由羅（SD）
- シナリオ (春音アリス*グラム) - 葉月サイ、池田コント、森野ひと、栴修斗

## 主題歌
主題歌「春音＊ベール」
作詞 - 永原さくら / 作曲・編曲 - 小高光太郎、ラムシーニ / 歌 - Ceui
エンディングテーマ「ALICE GRADUATION」
作詞 - 永原さくら / 作曲・編曲 - 佐久間きらら / 歌 - Ronica

## インターネットラジオ
2016年9月22日から2017年7月13日まで音泉にて「ナナウィンドPresents ラジオ・アリスグラムガーデン」が配信された。隔週木曜日更新で、パーソナリティはのくすはらゆい（凜堂 耶々役）との杏子御津（藤乃 雪役）が務めた。